# Роман (община, Болгария)
Роман (болг. Община Роман) — община в Болгарии. Входит в состав Врачанской области. Население составляет 7417 человек (на 15 мая 2008 года).

## Состав общины
В состав общины входят следующие населённые пункты:
1. Долна-Бешовица
2. Камено-Поле
3. Караш
4. Кунино
5. Курново
6. Марково-Равниште
7. Радовене
8. Роман
9. Синё-Бырдо
10. Средни-Рыт
11. Стояновци
12. Струпец
13. Хубавене